# Amanida de gripau
L'amanida de gripau (Montia fontana) és una espècie de planta amb flors pertanyent a la família montiàcies que tradicionalment se situava dins de les portulacàcies i encara surt així en diverses publicacions de referència.
És la única espècie de Montia que viu als Països Catalans i a la península Ibèrica, atès que algunes espècies actualment es situen dins d'altres gèneres, com Claytonia perfoliata: una espècie d'Amèrica del Nord naturalitzada puntualment a la península Ibèrica i que hom anomena Montia perfoliata.
Viu en fonts i rierols d'aigües pures, fredes i de tendències àcides, àmpliament distribuida per tot el món, en ambdós hemisferis. Als Països Catalans es refugia en àrees de muntanya, preferentment a l'estatge subalpí i montà, pujant també a l'estatge alpí en algunes ocasions.

## Descripció
L'amanida de gripau és una herba prima, prostada, ramificada i que arrela als nusos; amb fulles oposades, un xic suculentes, espatulades, d'aproximadament 1,5 cm de llarg. Les flors són menudes (1-2 mm) amb 5 pètals blancs i dos sèpals verds agrupades en petites inflorescències amb forma de cima terminal. El fruit és una càpsula que s'obre per tres valves  i conté tres llavors negres, els caràcters de les quals serveixen per diferenciar correctament les diferents subespècies descrites de Montia fontana.

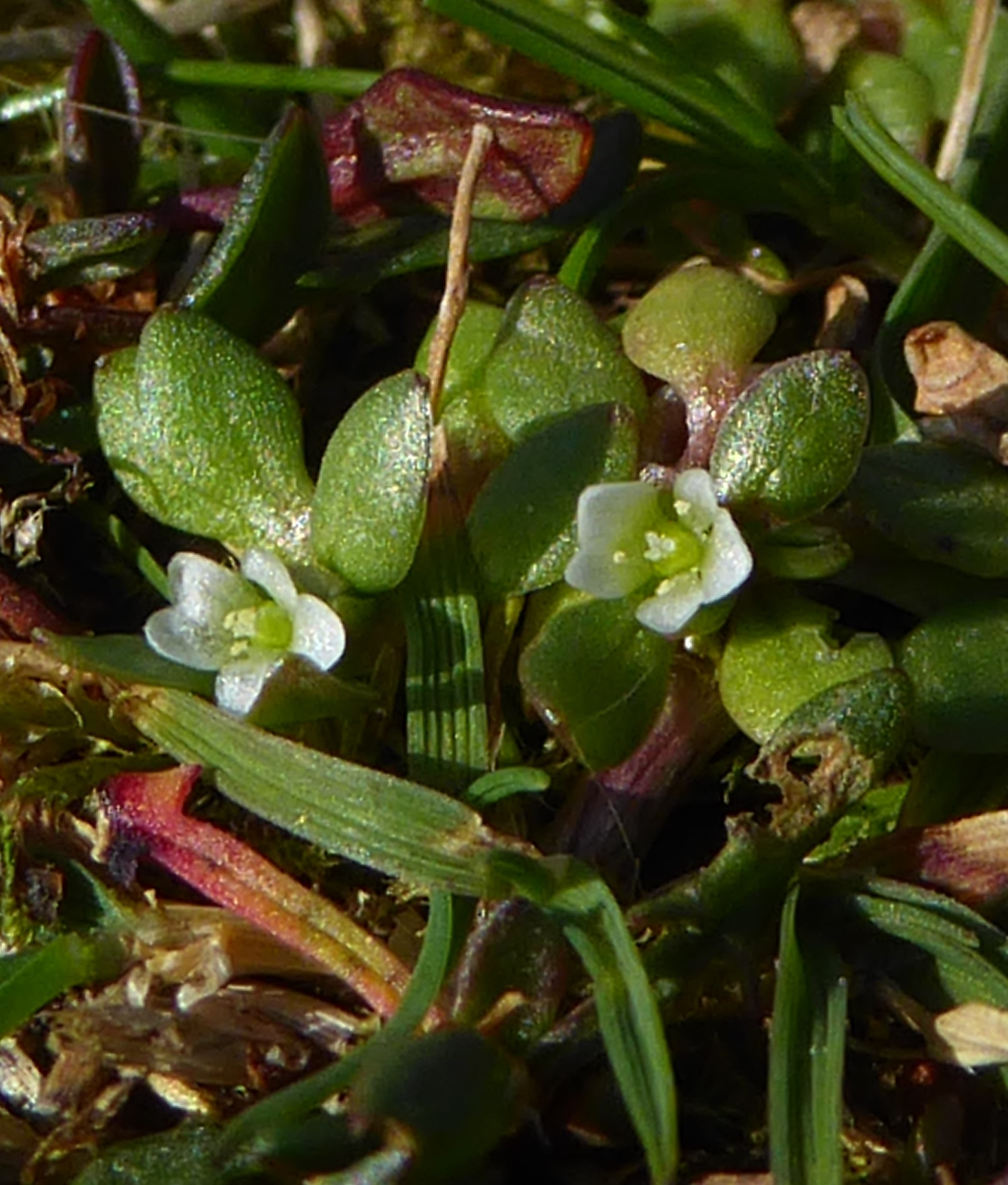
detall amb les flors.
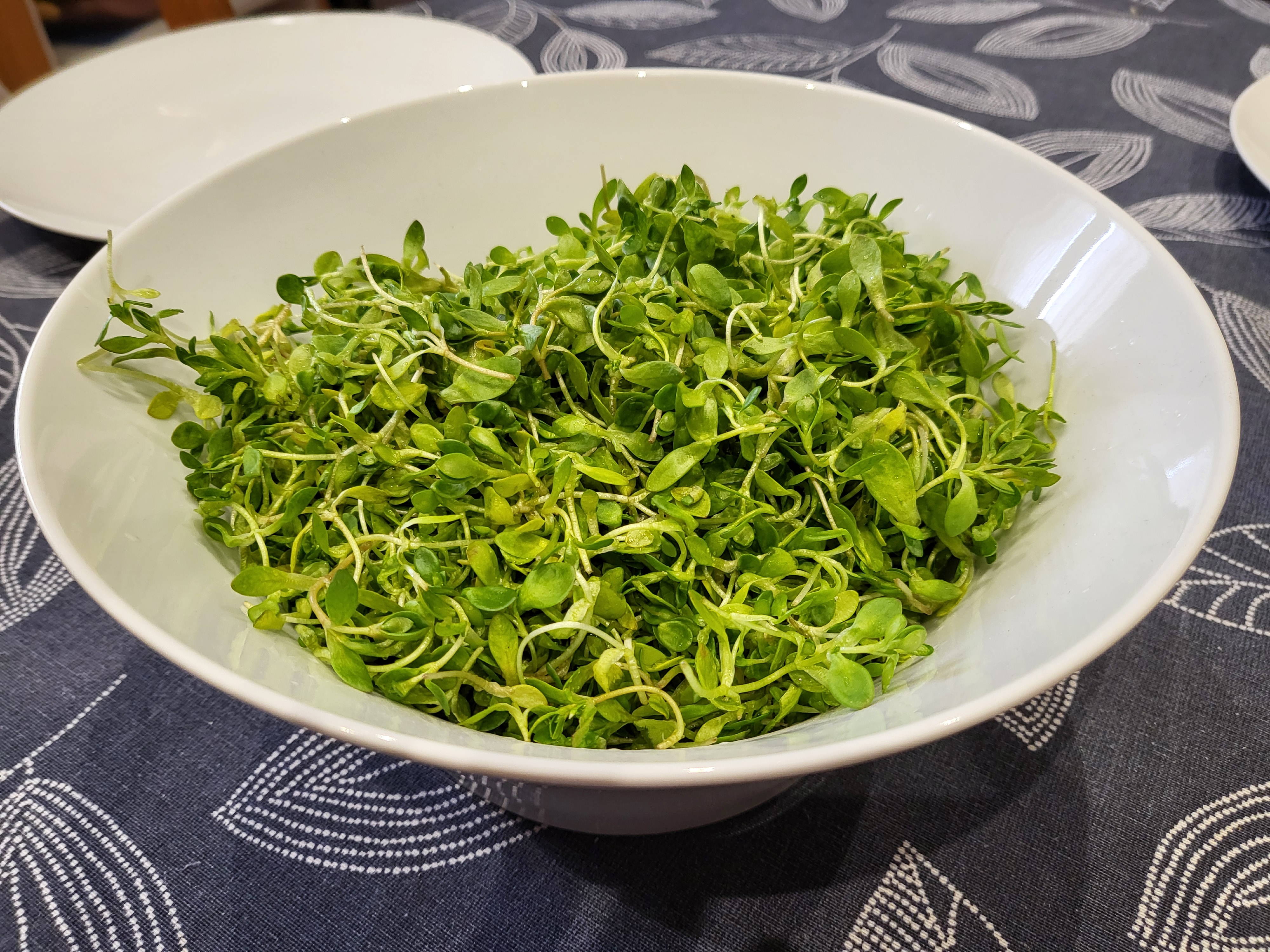
Plat d'amanida (de gripau).
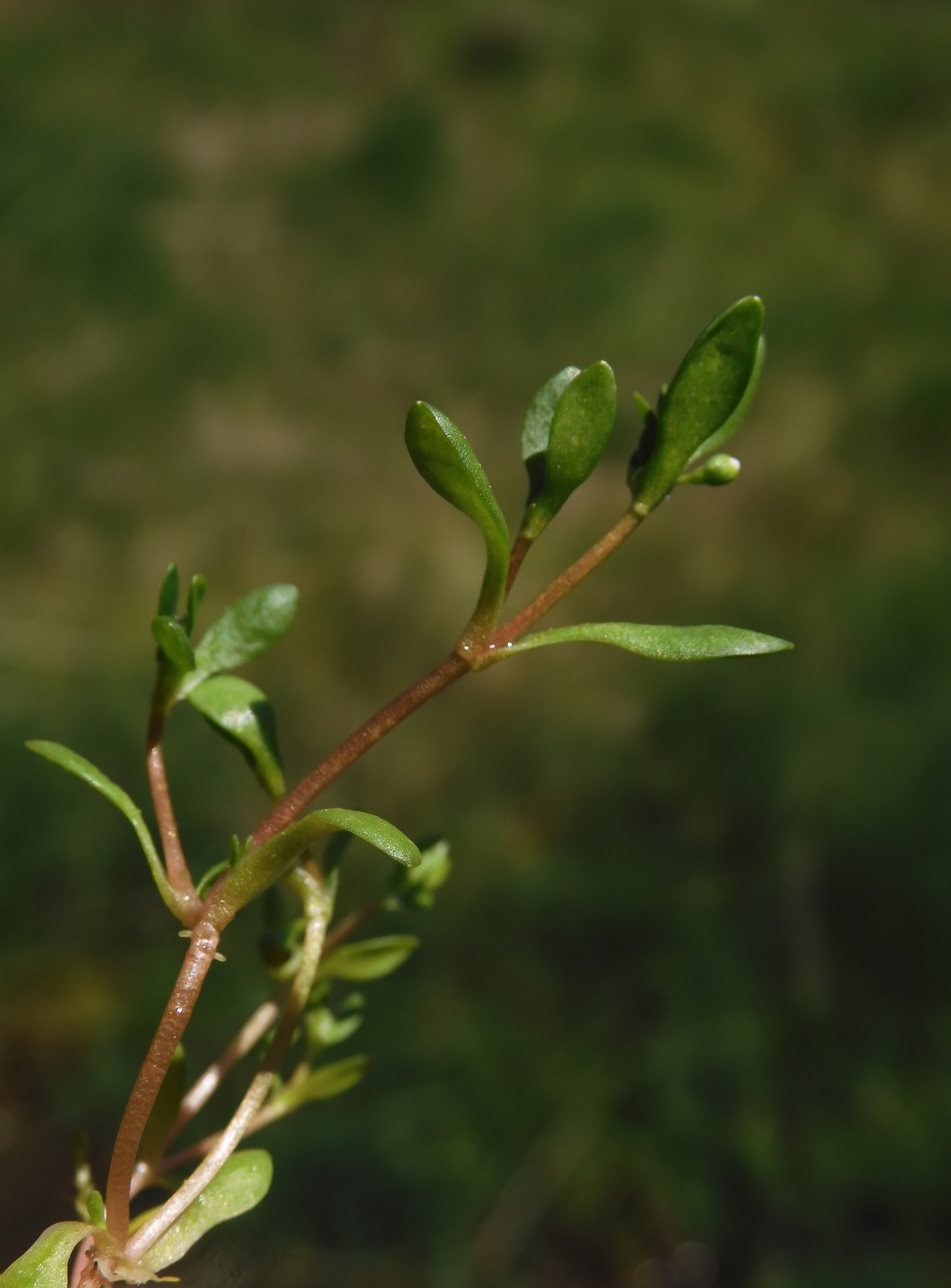
detall de les tiges.
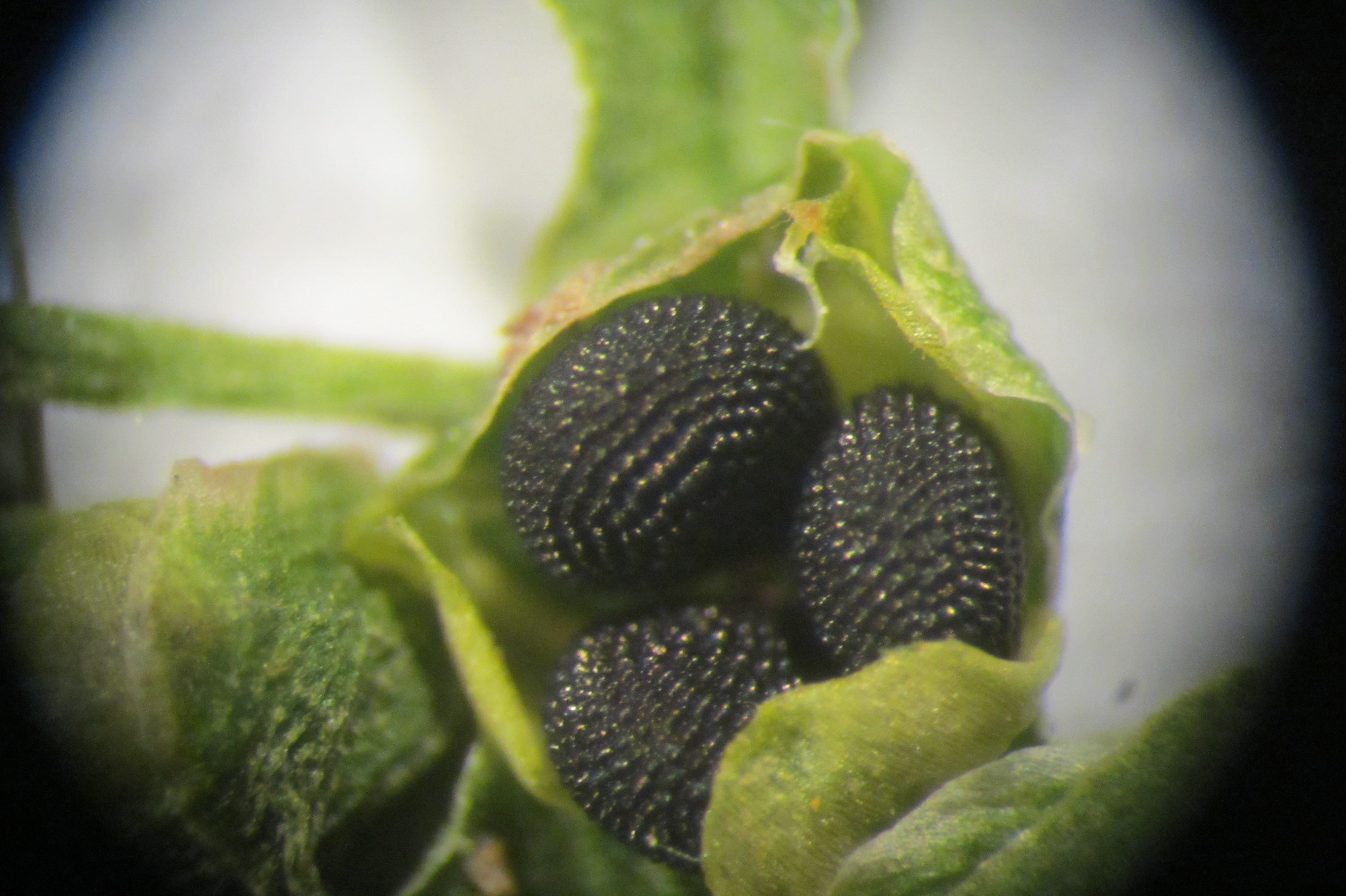
detall de les 3 llavors.

## Taxonomia
Als Països Catalans se n'han descrit quatre subespècies que la majoria de publicacions de referència estan d'acord en considerar-les així. Només es diferencien entre elles per característiques de la superficie de la llavor, observades amb una lupa potent:
- M.fontana subsp. amporitana Sennen (1911)
- M.fontana subsp. chondrosperma (Fenzl) Walters (1953)(=M.f. subsp. minor (C.C.Gmel.) Schübl. & G.Martens)
- M.fontana subsp. variabilis Walters (1953)
- M.fontana subsp. fontana L. (1753)

## Usos
Tal com deixa entreveure el seu nom popular, les fulles de l'amanida de gripau són comestibles i es poden menjar en cru, amanides. Són riques en vitamina C. Les plantes aquàtiques silvestres recolectades han de netejar-se molt bé abans de consumir-les ja que poden portar paràsits, com la Fasciola hepatica.